# Roland Geißler
Roland Geißler (* 1953) ist ein deutscher Sachbuchautor mehrerer Wanderführer mit Radtourenvorschlägen.
Der in Leinefelde im Eichsfeld lebende Reiseverkehrskaufmann arbeitet seit 1991 als freier Mitarbeiter von diversen Zeitungen und ist seit 1982 Wanderer. 1996 kam ihm die Idee, das gesamte Eichsfeld abzuwandern und darüber einen umfassenden Wanderführer zu verfassen, der 1998 in Druck erschien. Die innerhalb kurzer Zeit vergriffene Auflage veranlasste ihn dazu, weitere Werke folgen zu lassen.

## Werke
- Die schönsten Wanderungen im Eichsfeld, Mecke-Druck, Duderstadt 2000, ISBN 978-3-932752-51-3
- Wanderführer für Nordthüringen, Teil 1: Bleicheröder Berge, Harz und Alter Stolberg, Starke Druck, Sondershausen 2001, ISBN 978-3-9807565-0-1
- Wanderführer für Nordthüringen, Teil 2: Hainleite, Goldene Aue, Kyffhäusergebirge, Schmücke und Hohe Schrecke, Starke Druck, Sondershausen 2001, ISBN 978-3-9807565-1-8
- Die schönsten Wanderungen und Radtouren rund um die Drei Gleichen in Thüringen, Verlag Rockstuhl, Bad Langensalza 2004, ISBN 978-3-937135-57-1
- Wanderführer Fahner Höhe, Bad Tennstedt und Unstruttal, Verlag Rockstuhl, Bad Langensalza 2005, ISBN 3-937135-58-8
- Großer Hainich-Wanderführer, Verlag Rockstuhl, Bad Langensalza, 3. Auflage 2014, ISBN 978-3-86777-160-3
- Die schönsten Wanderungen zwischen Südharz, Hainleite und Goldene Aue, Starke Druck, Sondershausen 2006, ISBN 978-3-9808465-9-2
- Wanderführer um Bad Liebenstein und den Inselsberg, Verlag Rockstuhl, Bad Langensalza, 2007, ISBN 978-3-938997-79-6
- mit Harald Rockstuhl: Wanderführer mit Radtouren – Forsthaus Thiemsburg, Verlag Rockstuhl, Bad Langensalza 2007, ISBN 978-3-938997-95-6
- Die schönsten Wanderungen zwischen Kyffhäuser, Hainleite, Schmücke und Hohe Schrecke, mit Radtourenvorschlägen, Starke Druck, Sondershausen 2009, ISBN 978-3-9811062-5-1
- mit Harald Rockstuhl: Wanderführer – Baumkronenpfad im Nationalpark Hainich, Verlag Rockstuhl, Bad Langensalza 3. überarbeitete Auflage 2010, ISBN 978-3-86777-199-3
- Großer Wanderführer Unstrut mit Radtourenvorschlägen, Verlag Rockstuhl, Bad Langensalza 2016, ISBN 978-3-938997-09-3